# 赫廷傑鎮區 (北達科他州亞當斯縣)
赫廷傑鎮區（英語：Hettinger Township）是位於美國北達科他州亞當斯縣的一個鎮區。

## 地方資料
赫廷傑鎮區的面積為90.91平方千米，當中陸地面積為90.36平方千米，而水域面積為0.55平方千米。根據2010年美國人口普查的數據，當地共有人口195人，而人口密度為每平方千米2.14人。